# 乾球温度
 乾球溫度是指在不受輻射（通常來自太陽）及水分的情形下，溫度計直接完全暴露在大氣中所測量到的溫度。通常會直接認定為大氣所具的氣溫或是熱力學溫度。乾球溫度代表了空氣塊所具有的熱能，又根據{\displaystyle E_{k}={\frac {1}{2}}kT}，其中波茲曼常數{\displaystyle k=1.38064852(79)\ \mathrm {JK} ^{-1}}，代表了氣體分子的平均動能。常用的單位有攝氏（°C)）、華氏（°F）、絕對溫標（K）。
相較於濕球溫度，乾球溫度並不代表空氣的濕度或是水氣量。在土木工程中，某些氣候條件下，乾球溫度是建築設計重要的考慮要素之一。所以又被稱為舒適度及建築物能源效率最重要大氣因素之一。
此外，乾球溫度亦是濕度中重要的變數，在溼度圖中代表著橫軸。